# Chlorizeina
Chlorizeina es un género de saltamontes de la subfamilia Pyrgomorphinae, familia Pyrgomorphidae. Este género se distribuye en Indochina y el sur de China.

## Especies
Las siguientes especies pertenecen al género Chlorizeina:
- Chlorizeina feae Kevan, 1969
- Chlorizeina togulata Rehn, 1951
- Chlorizeina unicolor Brunner von Wattenwyl, 1893
- Chlorizeina yunnana Mao & Li, 2015